# Сан Мартино Карано (Модена)
Сан Мартино Карано је насеље у Италији у округу Модена, региону Емилија-Ромања.
Према процени из 2011. у насељу је живело 316 становника. Насеље се налази на надморској висини од 16 м.